# Lucey (Meurthe-et-Moselle)
Pour les articles homonymes, voir Lucey.
Lucey est une commune française située dans le département de Meurthe-et-Moselle, en Lorraine, dans la région administrative Grand Est.

## Géographie
Lucey est un village-rue typique, situé entre les côtes de Toul face à la plaine de la Woëvre, à 8 km de Toul, à 30 km de Nancy et à 65 km de Metz.

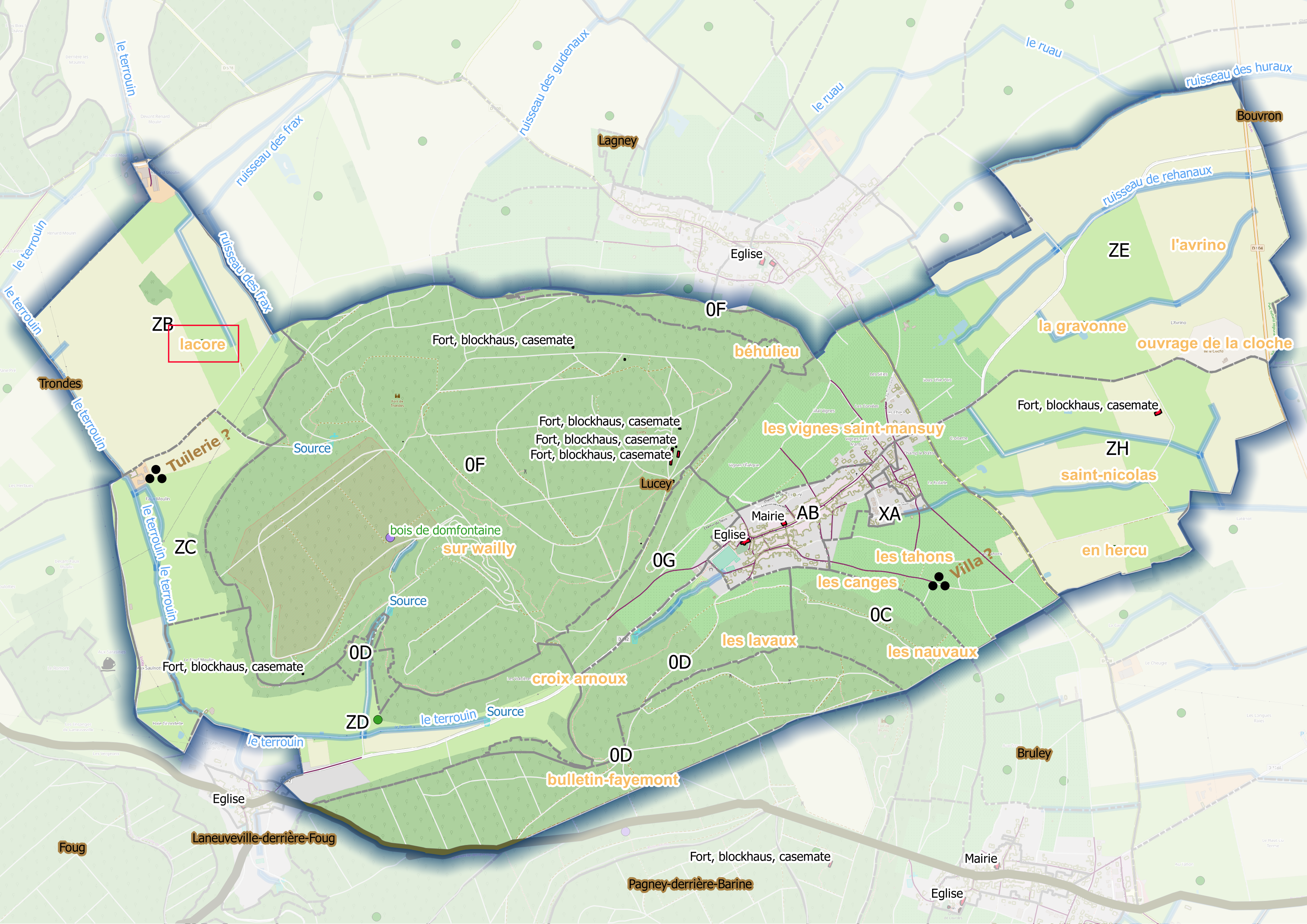
Lucey (ban communal).
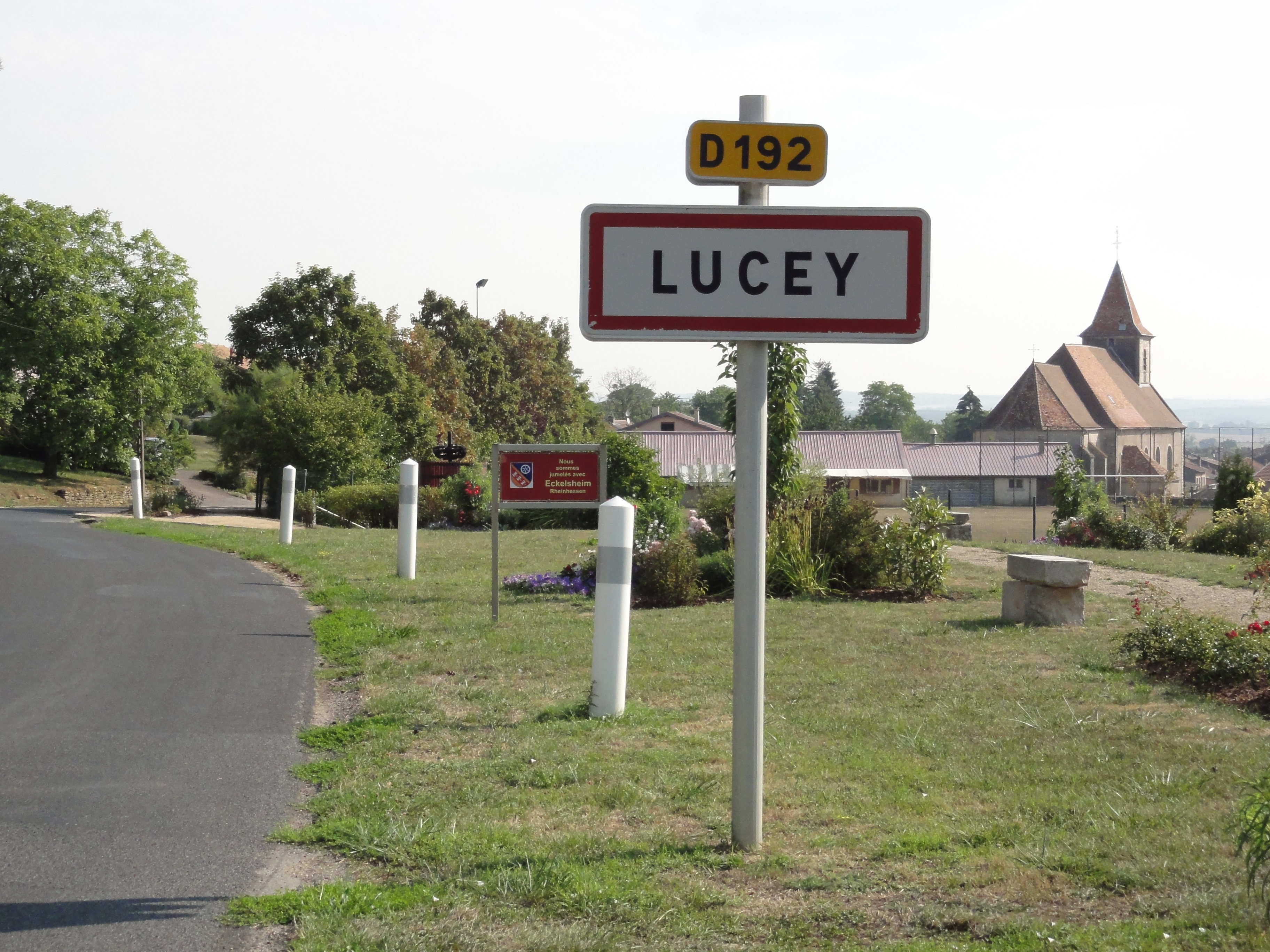
Entrée de Lucey.
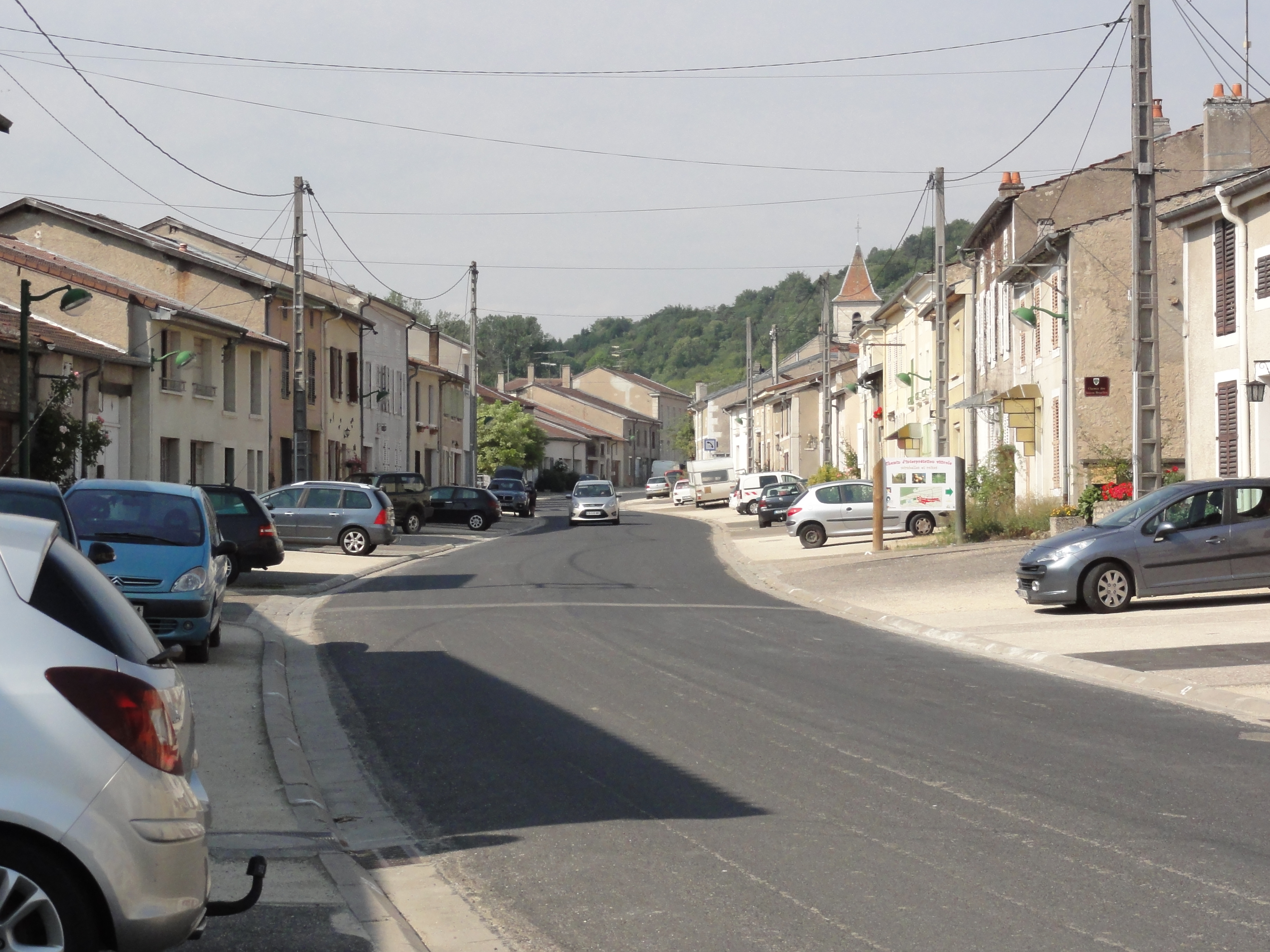
Lucey, village-rue.

Le ban communal, d’une superficie de 1 106 hectares, comporte en 2011, d'après les données Corine land Cover, près de 45 % de forêts, 40 % de prairies et terres arables, 13 % de cultures permanentes, puis 3 % de zones anthropisées (zones industrielles et urbaines)
Le territoire est arrosé par les cours d'eau naturels que sont Le Terrouin sur 3,159 km, le Ruisseau du Moulin de Lacore sur 0,436 km, le Ruisseau de Rehanau sur 2,069 km et le Ruisseau du Bois de Saint Gengoult sur 1,72 km.
Le bourg est implanté à l'entrée d'une vallée resserrée bordée au nord par le bois de Domfontaine et au sud par le bois de Bruley, ces massifs boisés sont situées sur deux reliefs de cuesta (393 et 379 m) dont les flancs sont plantés de vignes.
L'espace est limité à l'est par la D 904 et desservi par les départementales 192 et 908 Les sources signalent une ancienne voie, prolongeant le chemin Brabant venant de Gondreville, qui remonte la vallée après avoir traversé le village.
Comme d'autres communes dans la région touloise, Lucey a été le lieu de productions manufacturées à base d'argile étant donné la disponibilité de l'eau (nombreux ruisseaux) et surtout de matière première : l'argile de la Woëvre. Une tuilerie a fonctionné sur ce territoire.
E. Grosse indique dans son ouvrage, vers 1836 :
« Il y a, sur le ban de ce village, quatre moulins à grains, d'un bon rapport, et une tuilerie assez considérable. »
Lucey fait partie du vignoble des côtes-de-toul.
Les lieux-dits Renard Moulin, moulin Lacore, le Faux moulin et Moulin neuf, sur le Terrouin, à l'ouest de la commune pourraient être la trace de certains de ces établissements.
Le territoire de la commune est limitrophe de ceux de cinq communes :
| Trondes                    | Lagney | Bouvron |
| Trondes                    | Lucey  | Bruley  |
| Laneuveville-derrière-Foug | Bruley | Bruley  |

### Hydrographie
La commune est dans le bassin versant du Rhin au sein du bassin Rhin-Meuse. Elle est drainée par le ruisseau de Rehanau, le ruisseau du Bois de Saint Gengoult, le ruisseau du Moulin de Lacore et le Terrouin,.

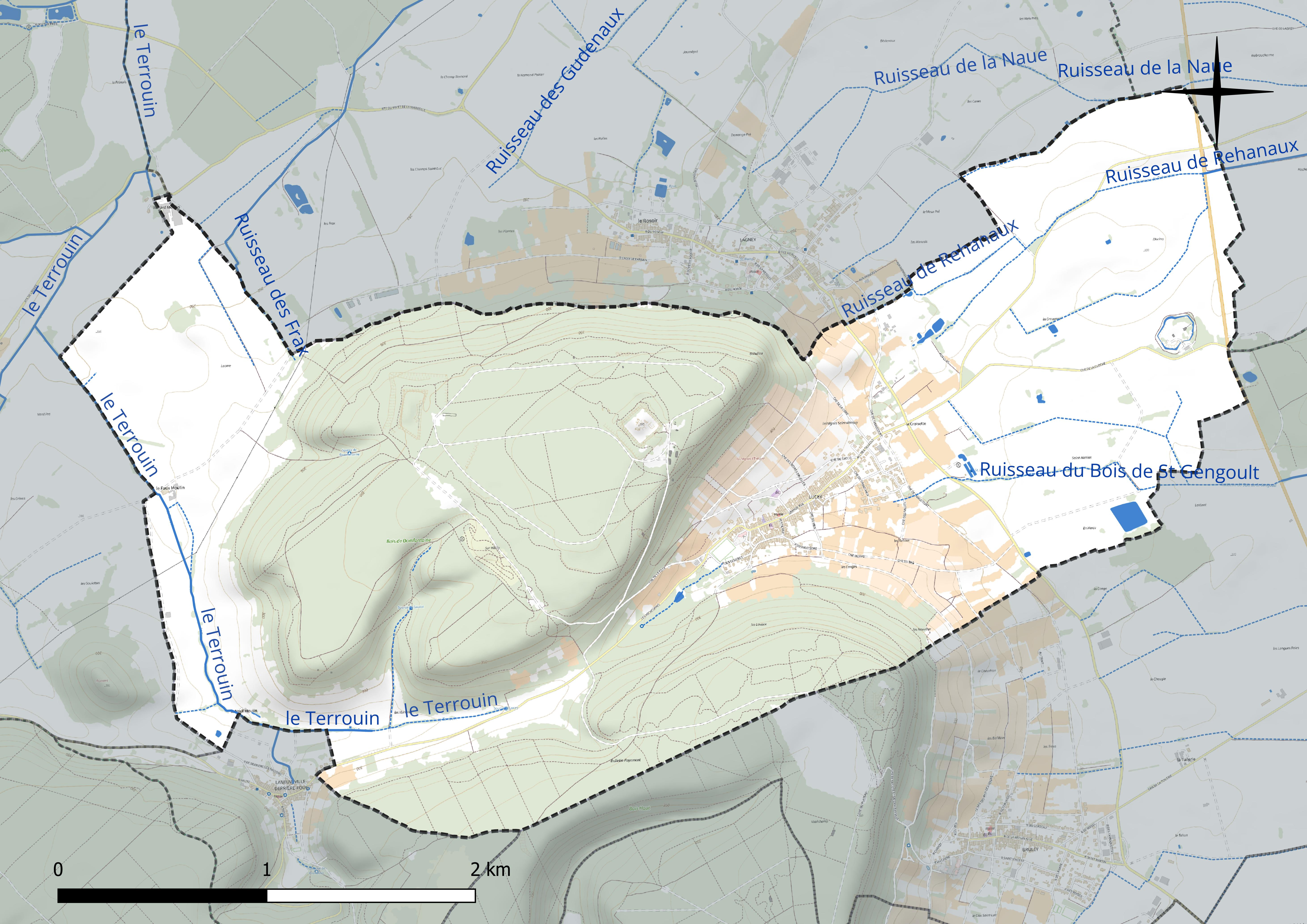
Réseau hydrographique de Lucey.

### Climat
Pour des articles plus généraux, voir Climat du Grand Est et Climat de Meurthe-et-Moselle.
En 2010, le climat de la commune est de type climat des marges montargnardes, selon une étude du Centre national de la recherche scientifique s'appuyant sur une série de données couvrant la période 1971-2000. En 2020, Météo-France publie une typologie des climats de la France métropolitaine dans laquelle la commune est exposée à un climat océanique altéré et est dans la région climatique  Lorraine, plateau de Langres, Morvan, caractérisée par un hiver rude (1,5 °C), des vents modérés et des brouillards fréquents en automne et hiver. 
Pour la période 1971-2000, la température annuelle moyenne est de 9,6 °C, avec une amplitude thermique annuelle de 16,5 °C. Le cumul annuel moyen de précipitations est de 829 mm, avec 12,9 jours de précipitations en janvier et 9,2 jours en juillet. Pour la période 1991-2020, la température moyenne annuelle observée sur la station météorologique de Météo-France la plus proche, « Nancy-Ochey », sur la commune d'Ochey à 17 km à vol d'oiseau, est de 10,5 °C et le cumul annuel moyen de précipitations est de 810,4 mm. 
La température maximale relevée sur cette station est de 39,6 °C, atteinte le 25 juillet 2019 ; la température minimale est de −19,1 °C, atteinte le 12 janvier 1987,,. 
Les paramètres climatiques de la commune ont été estimés pour le milieu du siècle (2041-2070) selon différents scénarios d'émission de gaz à effet de serre à partir des nouvelles projections climatiques de référence DRIAS-2020. Ils sont consultables sur un site dédié publié par Météo-France en novembre 2022.

## Urbanisme

### Typologie
Au 1er janvier 2024, Lucey est catégorisée commune rurale à habitat dispersé, selon la nouvelle grille communale de densité à sept niveaux définie par l'Insee en 2022.
Elle est située hors unité urbaine. Par ailleurs la commune fait partie de l'aire d'attraction de Nancy, dont elle est une commune de la couronne,. Cette aire, qui regroupe 353 communes, est catégorisée dans les aires de 200 000 à moins de 700 000 habitants,.

### Occupation des sols
L'occupation des sols de la commune, telle qu'elle ressort de la base de données européenne d’occupation biophysique des sols Corine Land Cover (CLC), est marquée par l'importance des territoires agricoles (52,5 % en 2018), une proportion identique à celle de 1990 (52,5 %). La répartition détaillée en 2018 est la suivante :  forêts (45,2 %), prairies (25,5 %), terres arables (13,8 %), cultures permanentes (12,6 %), zones urbanisées (2,3 %), zones agricoles hétérogènes (0,6 %). L'évolution de l’occupation des sols de la commune et de ses infrastructures peut être observée sur les différentes représentations cartographiques du territoire : la carte de Cassini (XVIIIe siècle), la carte d'état-major (1820-1866) et les cartes ou photos aériennes de l'IGN pour la période actuelle (1950 à aujourd'hui).

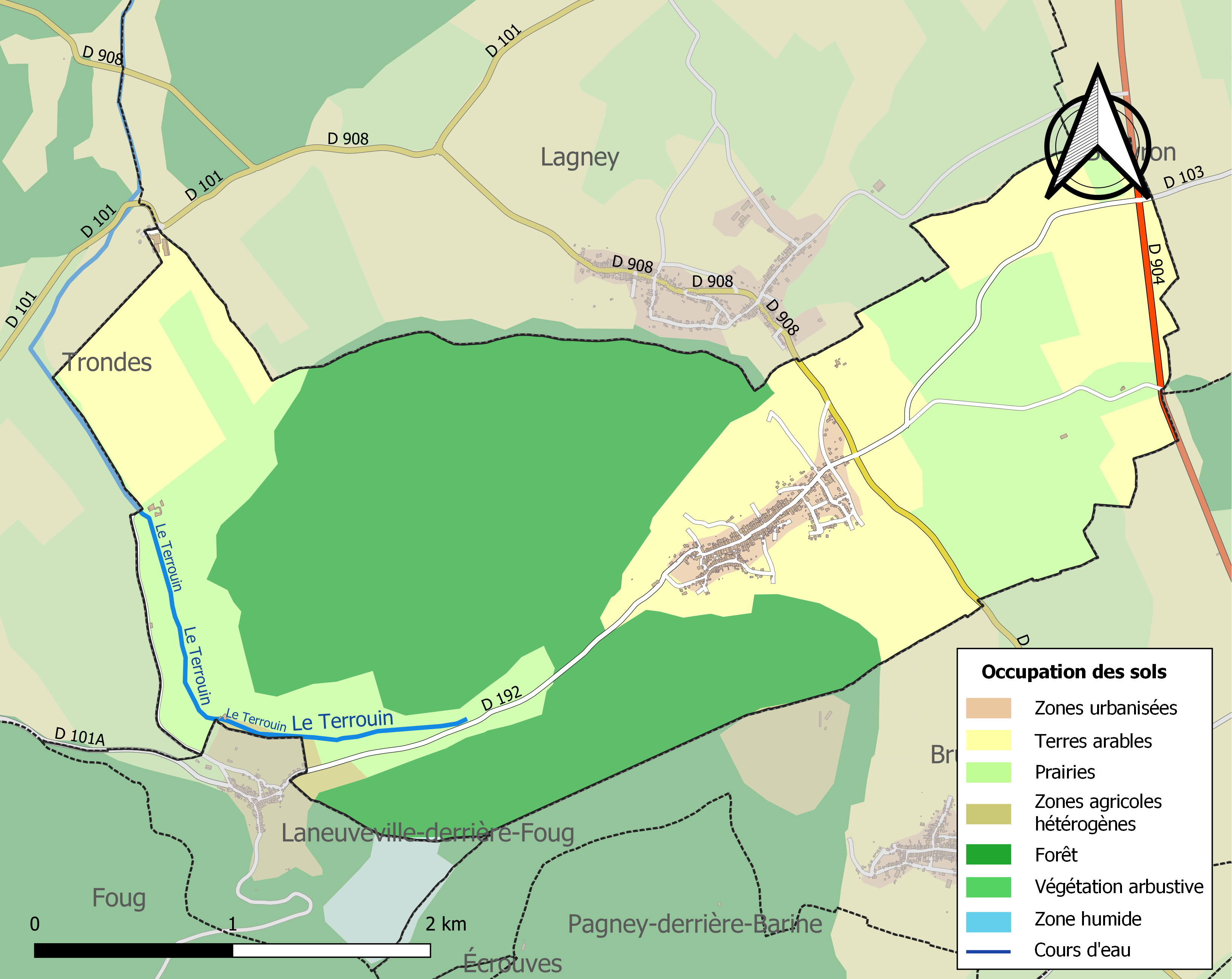
Carte des infrastructures et de l'occupation des sols de la commune en 2018 (CLC).

## Toponymie
Anciennes mentions : Luciaco et Luciacum (885), Luceium (1188), Luxey (1299), Lucy (1594).
Le toponyme est formé de l'anthroponyme latin Lucius et du suffixe gallo-romain -acum, formation typique de l'Antiquité tardive et de l'époque mérovingienne.

## Histoire

### Préhistoire
Une hache polie en silex appartenant à la collection Quintard aurait été trouvée sur le territoire de la commune

### Antiquité
Le père Benoît Picart parle d'un amas considérable de médailles d'or et d'argent, trouvé à Lucey, dont se serait emparé le Chapitre de Toul, comme seigneur du lieu. (Histoire ecclésiastique et politique de la ville et du diocèse de Toul, lre partie.),.
Village viticole depuis la domination romaine[réf. souhaitée].

### Moyen Âge
«Lucey fut donné, au commencement du VIIe siècle, à l'église de Toul. A 1200 ou 1 500 mètres de la localité, dans la direction de Bruley, au lieu-dit le Viller, vestiges d'un hameau détruit depuis fort longtemps,où le sol a restitué des débris nombreux, des sépultures et des armes.
Le quartier de Lucey appelé Cheverus a, suivant la tradition, formé le noyau du village on y remarque d'anciennes habitations et en particulier la maison seigneuriale, reconstruite aux siècles derniers, mais autrefois maison forte, selon toute apparence, car il reste encore, dans les constructions modernes, des vestiges...».
Le lieu-dit le viller n'est plus mentionné sur les cartes modernes, l'adresse postale LE VILLAGE COTE VILLERS est toutefois connue.

### Epoques modernes
Les sources anciennes précisent :
«Au milieu du village, chapelle presbytérale, érigée au XVIIe siècle par Etienne Hordal,, sous l'invocation de Notre-Dame-de-la-Consolation. Vendue à la Révolution, elle fut convertie en habitation il n'en reste que la porte d'entrée et quelques traces de l'autel. La maison voisine servait de résidence au chapelain».

#### Conflit 1914-1918

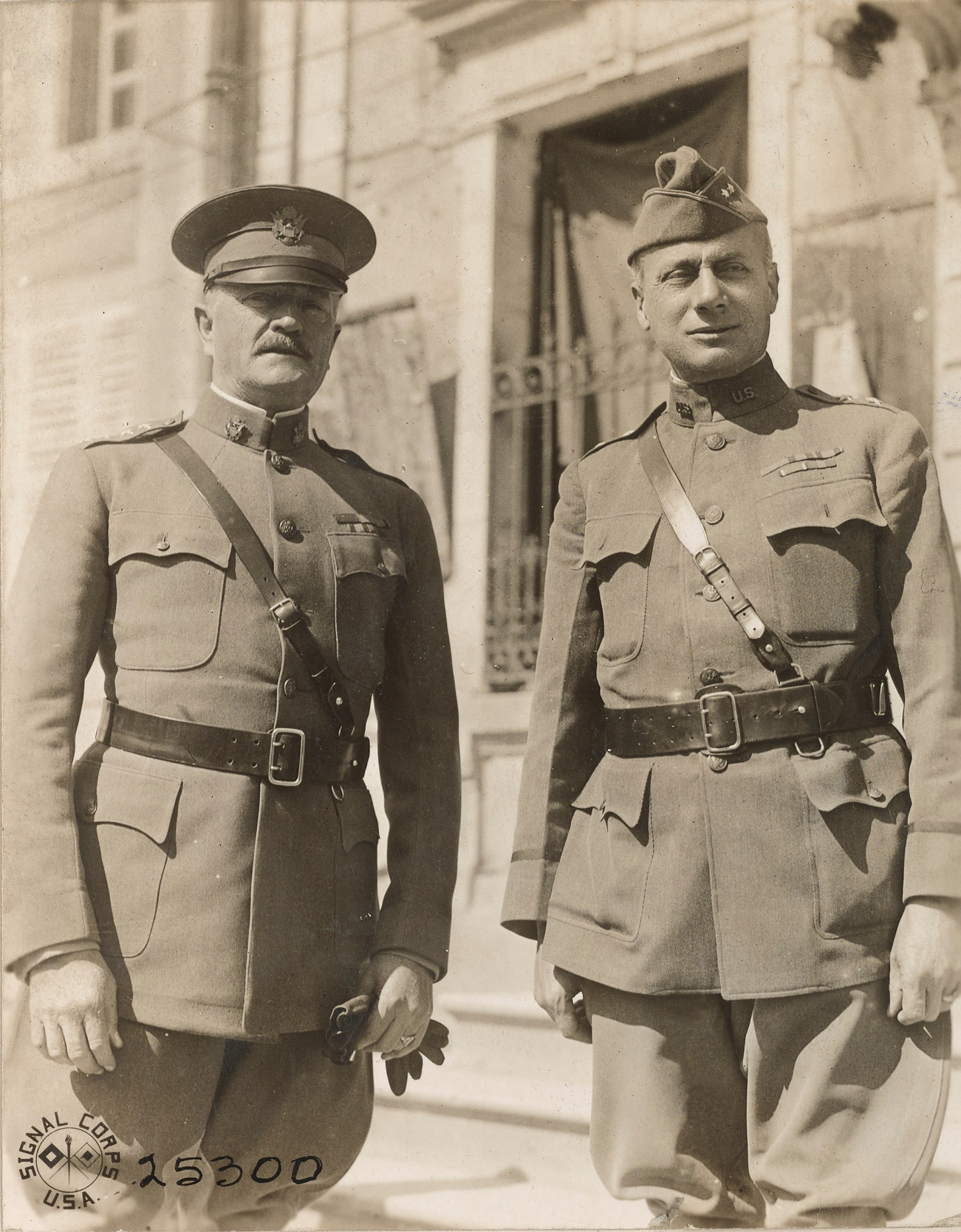
General John J. Pershing and american Major general (William M. Wright). Lucey, Meurthe-et -Moselle, France.

Le président Wilson déclara la guerre à l'Allemagne au mois d'avril 1917 et décida la formation d'une armée de cinquante mille hommes dont le commandement fut confié au général Pershing. Les régiments américains, bien équipés et bien armés, commencèrent bientôt d'arriver en France. La tâche confiée aux Américains fut de reprendre aux Allemands Saint-Mihiel et Thiaucourt qu'ils tenaient depuis quatre ans. Le 12 septembre 1918, la victoire du général Pershing à Hattonchâtel fit tomber entre ses mains 15 000 prisonniers et 500 canons. Le même jour, son armée entra triomphalement à Thiaucourt enfin délivrée, et le lendemain il pénétraient dans Saint-Mihiel avec le général Pétain. Les jours précédents ils firent un séjour à Lucey.

### Anecdotes
Au début de janvier 1934, les loups ont reparu dans l'arrondissement de Toul, d'abord dans les bois de Tramont-Saint-André, puis dans ceux de Foug et de Lucey, enfin dans la forêt du Chanois, sur le territoire de Bruley, alors que l'on n'avait plus vu de loups dans le département de Meurthe-et-Moselle depuis 1921 et dans celui des Vosges depuis 1918.

## Politique et administration
| Période                                  | Période   | Identité        | Étiquette | Qualité                       |
| ---------------------------------------- | --------- | --------------- | --------- | ----------------------------- |
| Les données manquantes sont à compléter. |           |                 |           |                               |
| 1942                                     | mars 1977 | André Picquot   | RI        | Viticulteur, député           |
| mars 1977                                | mai 2020  | François Forin  |           | Retraité de l'enseignement    |
| mai 2020                                 | En cours  | Vincent Martin, |           | Cadre de la fonction publique |

## Population et société

### Démographie
L'évolution du nombre d'habitants est connue à travers les recensements de la population effectués dans la commune depuis 1793. Pour les communes de moins de 10 000 habitants, une enquête de recensement portant sur toute la population est réalisée tous les cinq ans, les populations de référence des années intermédiaires étant quant à elles estimées par interpolation ou extrapolation. Pour la commune, le premier recensement exhaustif entrant dans le cadre du nouveau dispositif a été réalisé en 2005.

En 2022, la commune comptait 624 habitants, en évolution de +0,16 % par rapport à 2016 (Meurthe-et-Moselle : −0,13 %, France hors Mayotte : +2,11 %).
| 1793 | 1800 | 1806 | 1821 | 1831 | 1836 | 1841 | 1846 | 1851 |
| ---- | ---- | ---- | ---- | ---- | ---- | ---- | ---- | ---- |
| 732  | 774  | 740  | 872  | 967  | 980  | 924  | 913  | 901  |

| 1856 | 1861 | 1872 | 1876 | 1881 | 1886 | 1891 | 1896 | 1901 |
| ---- | ---- | ---- | ---- | ---- | ---- | ---- | ---- | ---- |
| 817  | 812  | 752  | 987  | 952  | 789  | 980  | 945  | 850  |

| 1906 | 1911 | 1921 | 1926 | 1931 | 1936 | 1946 | 1954 | 1962 |
| ---- | ---- | ---- | ---- | ---- | ---- | ---- | ---- | ---- |
| 921  | 949  | 619  | 556  | 500  | 474  | 472  | 531  | 560  |

| 1968 | 1975 | 1982 | 1990 | 1999 | 2005 | 2006 | 2010 | 2015 |
| ---- | ---- | ---- | ---- | ---- | ---- | ---- | ---- | ---- |
| 538  | 501  | 507  | 558  | 579  | 573  | 572  | 580  | 615  |

| 2020 | 2022 | - | - | - | - | - | - | - |
| ---- | ---- | - | - | - | - | - | - | - |
| 628  | 624  | - | - | - | - | - | - | - |

### Manifestations culturelles et festivités
Lors du deuxième dimanche du mois de mai, Lucey et la MJC organisaient une des plus grandes brocantes de l'Est de la France, portant le nom de Bernard-Rollin.
Depuis plusieurs années se déroule sur la commune de Lucey et ses environs la Lucey'n. L'événement fait la part belle aux randonnées en VTT et à pied.
La lucey'n peut se targuer d'avoir comme surnom l'immanquable des côtes de TOUL.
Accessible aux familles mais pouvant donner du fils à retordre aux plus aguerris des vététistes (VTT : 25/35/50 km ou marche : 10/15 km), tout le monde y trouvera son compte avec un parcours à son niveau. Ravitaillements copieux, lavage des vélos, apéro offert, lots et surprises, c'est un parcours sans faute pour l'un des plus grands rassemblements de ce genre en Lorraine. Preuve en est, le nouveau record d'affluence en 2019 avec plus de 1900 participants  !

## Économie
E Grosse indique dans son ouvrage, vers 1836 :
« Territ. : 1070 hect. cad., dont 386 en bois, 341 en terres arables, 45 en prés et 240 en vignes, dont les produits sont assez estimés. »
indiquant ainsi la tradition viticole du village.(cf. carte du vignoble lorrain)

### Secteur primaire ou agriculture
Le secteur primaire comprend, outre les exploitations agricoles et les élevages, les établissements liés à l’exploitation de la forêt et les pêcheurs.D'après le recensement agricole 2010 du Ministère de l'agriculture (Agreste), la commune de Lucey était majoritairement orientée sur la polyculture et le poly - élevage (auparavant même production ) sur une surface agricole utilisée d'environ 413 hectares (supérieure à la surface cultivable communale) en légère augmentation depuis 1988 - Le cheptel en unité de gros bétail s'est renforcé de 207 à 314 entre 1988 et 2010. Il n'y avait plus que 12 (33 en 1988) exploitation(s) agricole(s) ayant leur siège dans la commune employant 23 unité(s) de travail. (27 auparavant)

#### Viticulture
La viticulture est importante: vins des côtes de Toul, appellations d'Origine contrôlées : gris de Toul, auxerrois, pinot noir.
Le village compte de nombreux petits viticulteurs qui produisent un vin de qualité, mais aussi Michel Goujot, viticulteur et arboriculteur en culture biologique depuis 1981, Vincent Gorny, le domaine Lelièvre, le domaine Migot à Lucey et le domaine de l'Ambroisie (dont la cave est à Toul) qui trustent les médailles au salon de l'agriculture et dans les concours les plus prestigieux et qui représentent à merveille ce terroir d'exception.
On trouve plusieurs sortes de vins :
- Le vin gris est l'arrangement de pinot noir (10 % mini) et de gamay (85 % maxi). Sa robe a la couleur saumon, brillante aux reflets dorés. Servi entre 4° et 8°, il accompagne les fruits de mer, les poissons et les spécialités lorraines. Le vin gris est obtenu par pressurage immédiat sur vendange fraîche, sans macération. Il a fait la renommée des côtes de Toul.
- Le vin blanc est obtenu à partir d'auxerrois. Il est gras et fruité et accompagne le foie gras et les poissons grillés entre autres.
- Le vin rouge est du pinot noir, riche et suave. Il est bien adapté aux viandes et fromages.
- La méthode traditionnelle (champenoise). Vin pétillant, gris ou rosé, qui est servi en apéritif, dessert ou vin d'honneur.

L'Auberge du Pressoir, située dans l'ancienne gare du Thiaucourt est récompensée de deux fourchettes au guide Michelin, d'une citation au guide du Routard et d'une toque au Gault et Millau.
Pays de la mirabelle de Lorraine.

## Culture locale et patrimoine

### Lieux et monuments
- Église Saint-Hilaire du XVIIIe : orgues, statues de la façade.
- Monument aux morts.
- Calvaire, mémorial de guerre.
- Des croix de chemin.

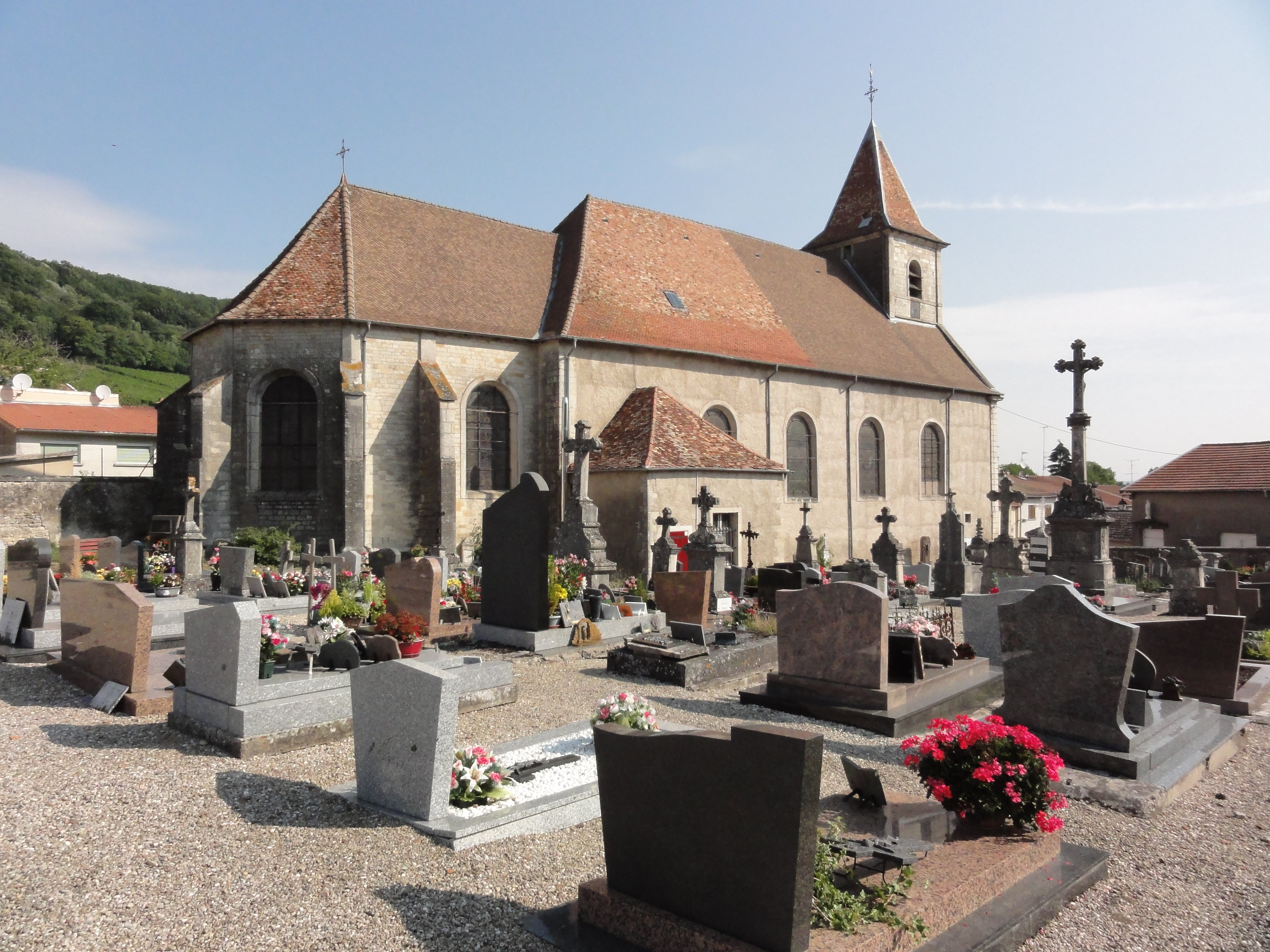
Église Saint-Hilaire et cimetière.
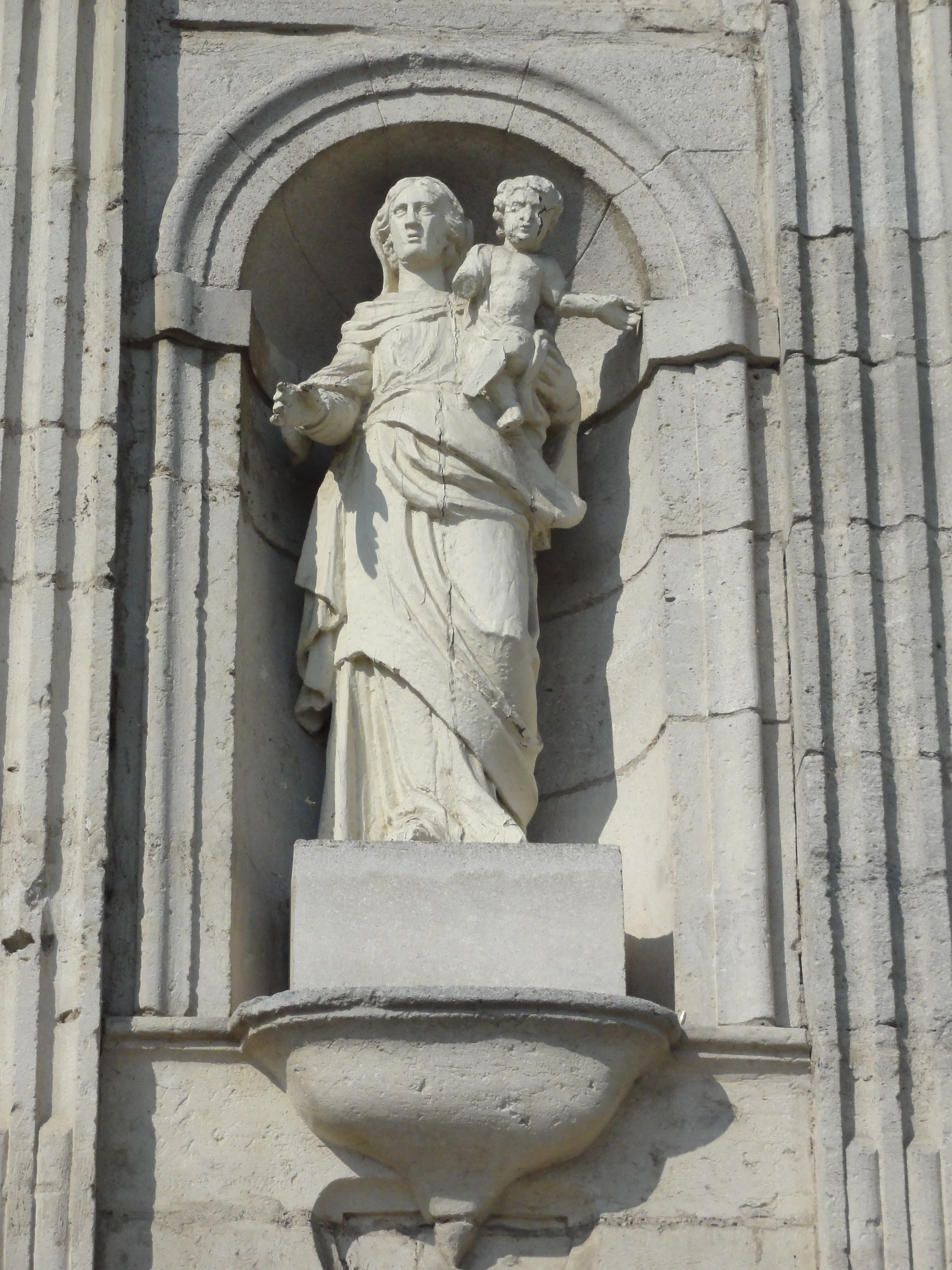
Église, statue de la façade.
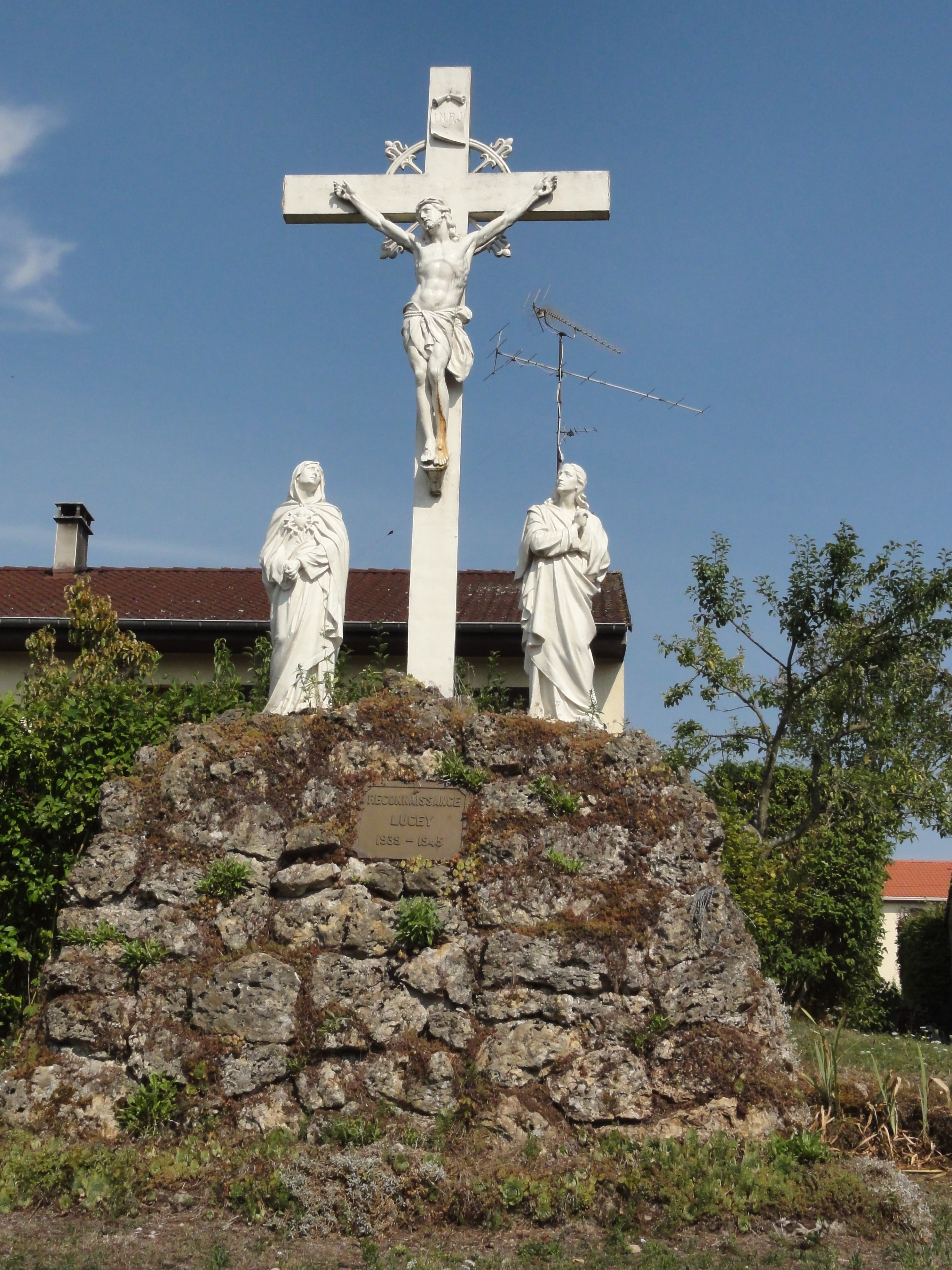
Le calvaire, mémorial de guerre.
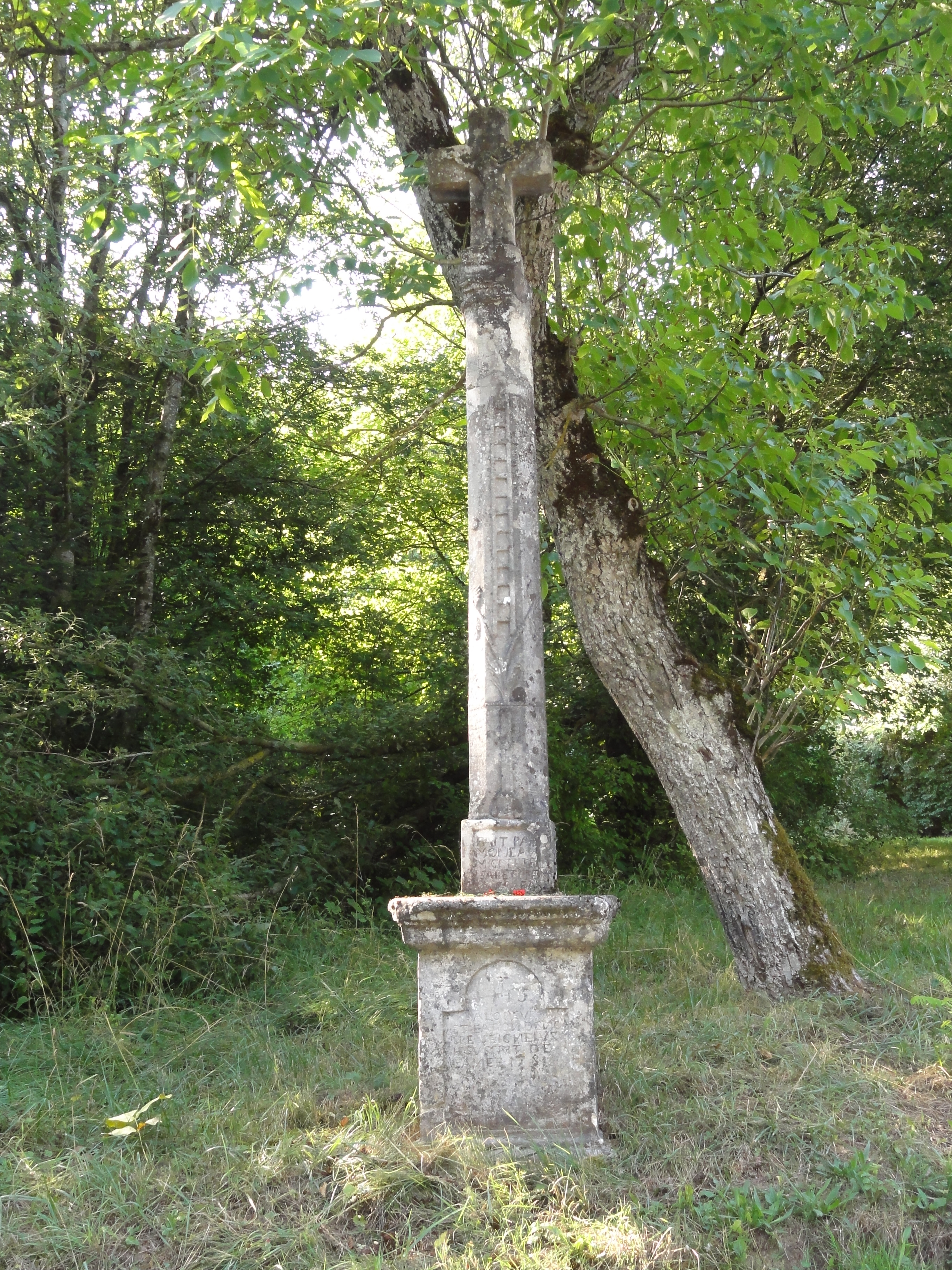
Croix de chemin.

- Anciens forts XIXe de Trondes et de Lucey.
- Les roises : Composées d'un ensemble de mares creusées autrefois pour faire rouïr le chanvre. Ainsi celui-ci devenait plus souple et plus facile à travailler. Aujourd'hui, ces roises ont été aménagées en un coin bucolique et instructif pour le visiteur.

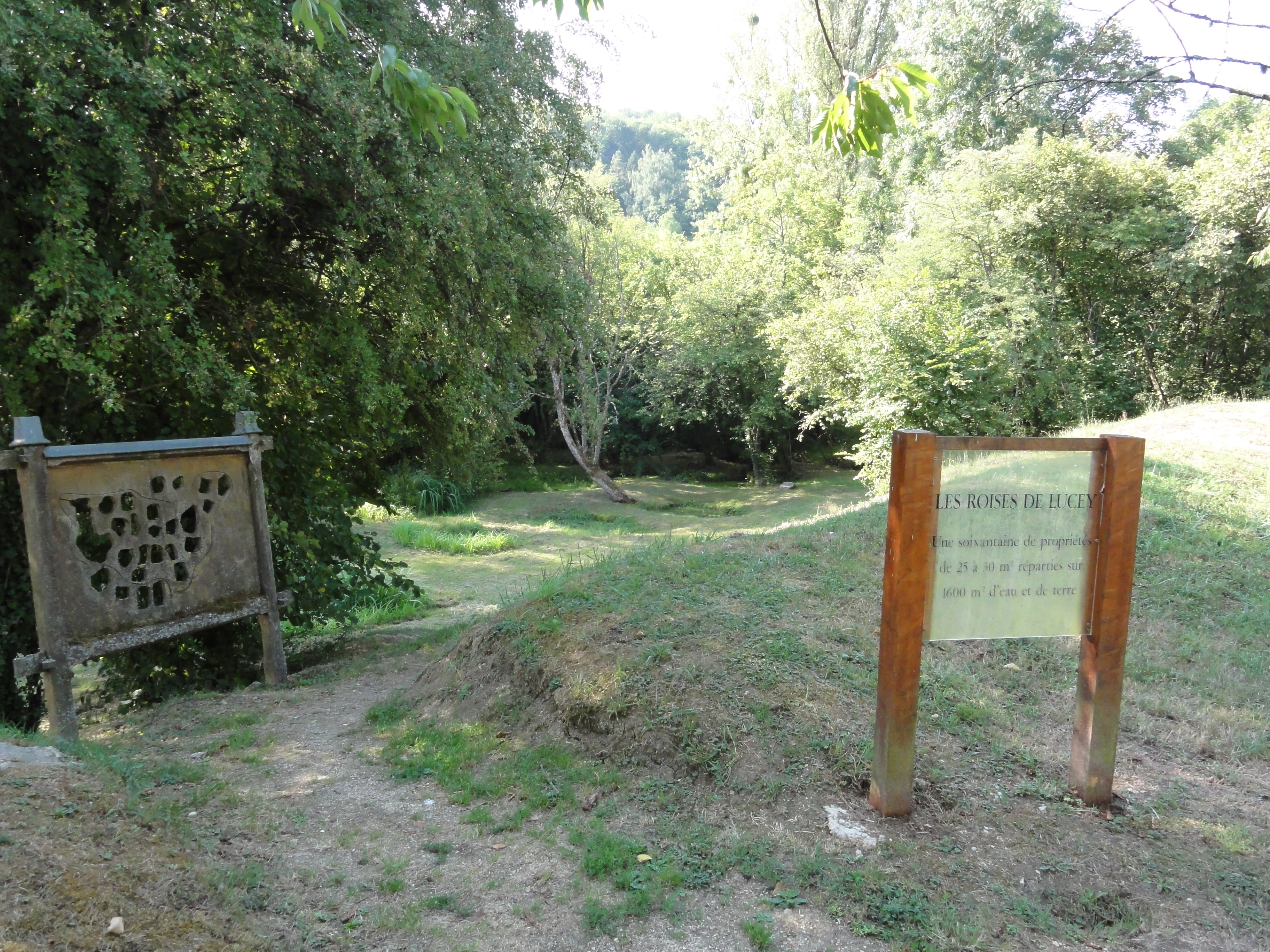
Les roises, panneaux.
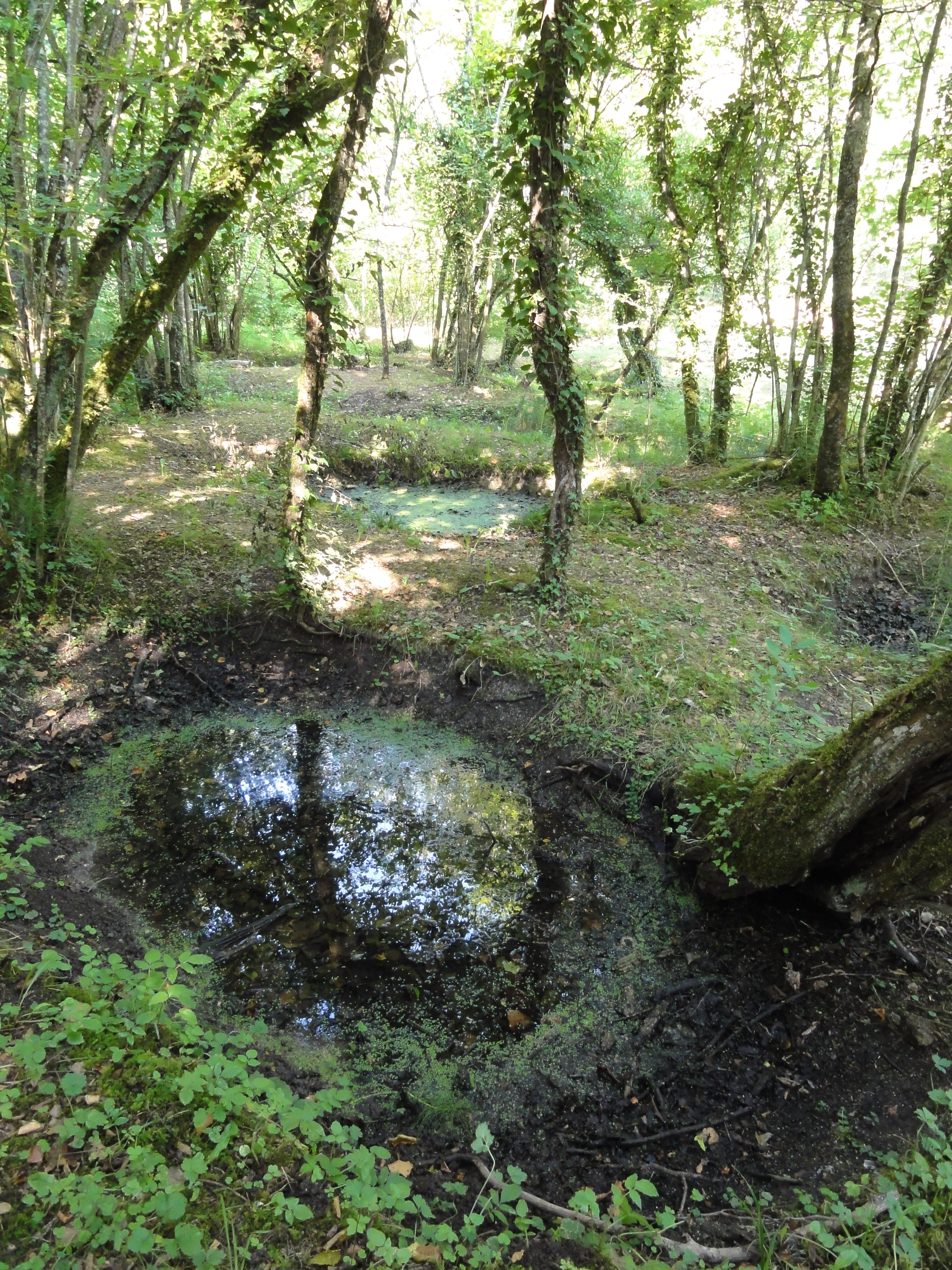
Les roises.
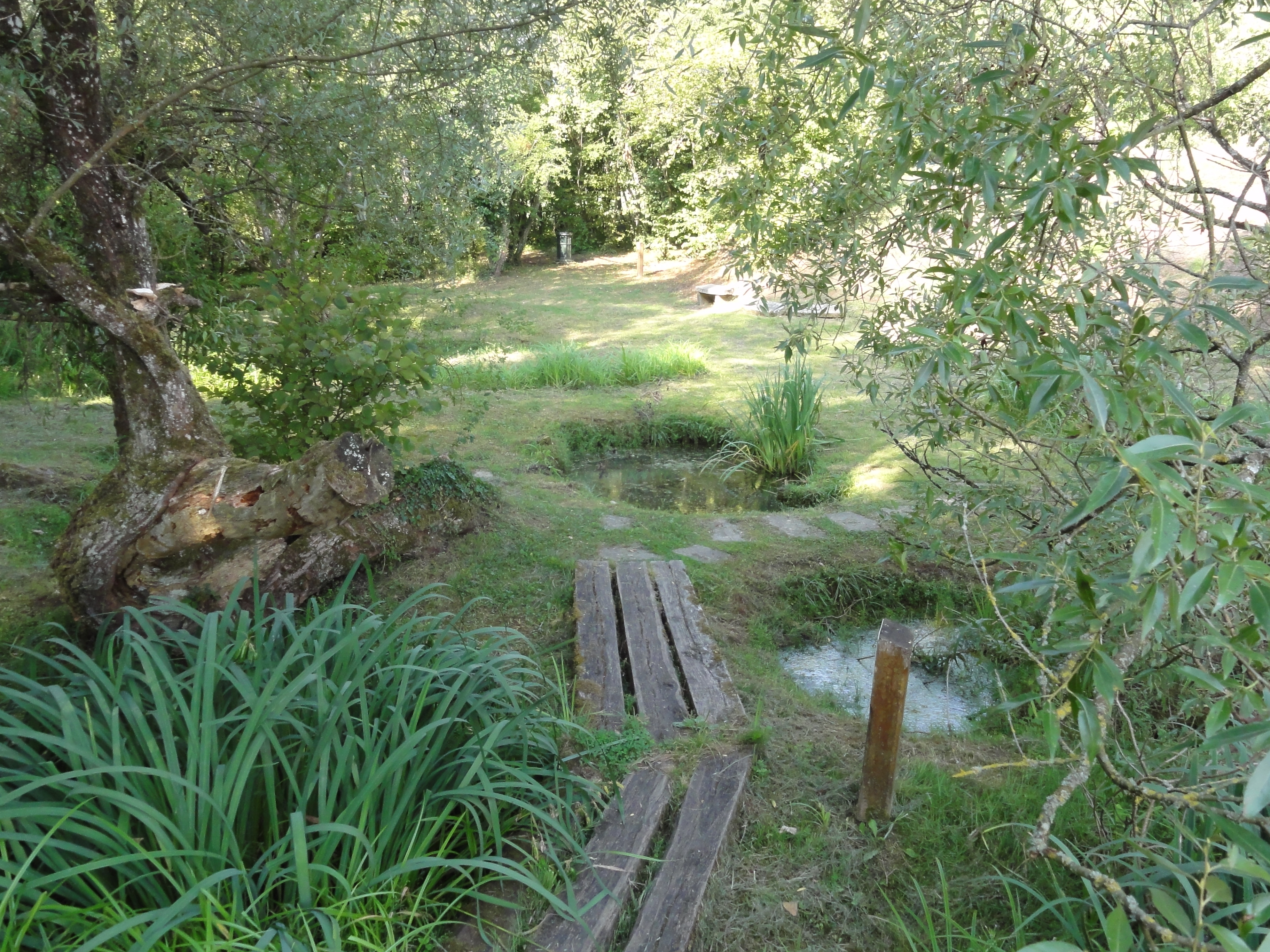
Les roises.

- La maison lorraine de la polyculture. C'est un musée qui retrace les activités agricoles des coteaux du toulois du XVIIIe au XXe siècle. On y trouve les différents métiers de la polyculture, de la grange au pressoir en passant par l'étable et les outils divers. Un diaporama complète le tout. À noter un séchoir à houblon à l'étage. En effet, jusqu'à 1969, le village était un gros pourvoyeur de cônes de houblon pour les brasseries lorraines. La maison de polyculture cultive une vigne et une houblonnière pédagogiques. La maison se visite le dimanche, en saison. Durant l'année scolaire, elle accueille des classes notamment durant les vendanges. Il reste les vignes, à flanc de coteau, baignées de lumière. Outre la découverte de la viticulture et du raisin en tout temps, on peut bénéficier d'une vue extraordinairement dégagée sur la plaine, les buttes témoins et le plateau nancéien[38].

### Personnalités liées à la commune
Vers 604, une riche et pieuse noble gallo-franque, nommée Praetoria, fit don à l'évêque de Toul de ses propriétés à Lucey. Le chapitre cathédral de Toul sera seigneur de Lucey jusqu'en 1789, profitant des vignes et du vin. On retrouve dans le vignoble l'appellation "vignes l'évêque".
Autre personnage, Étienne Hordal du Lys (arrière-petit-neveu de Jeanne d'Arc) crée, vers 1600, une chapelle et y enseigne la jeunesse. Ce fut la 1re école de Lucey.
En 1686, Claude Varnerot, nommé curé, fonde une école de charité de filles où elles sont enseignées gratuitement.
François Mongenot (1732 - 9 février 1809),maître ébéniste à Paris, est né à Lucey. Il fut reçu à la maîtrise le 21 juillet 1761. Il fournissait de nombreux marchands prestigieux tels que Migeon ou Oeben. Sa production fut variable, du simple meuble modeste en bois de noyer au plus élaboré en bois de placage.
Le fort de Lucey, construit par Séré de Rivières à partir de 1875, vit le Grand Duc Nicolas de Savoie en 1912, le Président Raymond Poincaré et le général Joffre en 1915, et Charles de Gaulle, alors à Saint-Cyr. Ce fort était alimenté en troupes, matériel et nourriture par une voie de 60, créée par le colonel Péchot. La ligne allait au fort par le chemin du tacot.
Le député-maire André Picquot donna au vignoble ses lettres de noblesse. En 1964 fut créée la confrérie des Compagnons de la Capucine!

### Héraldique
| Blason de Lucey | Blason  | Tranché : au 1er d'azur à deux mirabelles d'or, rangées en fasce, celle de senestre brochant sur l'autre, au 2e d'argent à la grappe de raisin de sable tigée de sinople ; à la bande de gueules brochant sur la partition ; au soleil non figuré d'or brochant en cœur sur le tout. |
| Blason de Lucey | Détails | Le soleil évoque l'étymologie du nom du village. La bande représente le domaine. Et enfin le raisin et les mirabelles symbolisent le patrimoine vinicole et arboricole du lieu. Le statut officiel du blason reste à déterminer.                                                     |